# Ukulele
Ukulele ou uquelele (ukulele, /ˈʔu.ku.ˈlɛ.lɛ/, em português: "pulga saltitante", "presente que veio de muito longe"), é um instrumento musical de cordas (cordofone) originário do estado norte-americano do Havaí tocado pelo uquelelista, inspirado em instrumentos portugueses (machete, braguinha e cavaquinho). É formado por um corpo oco e chato, em forma de oito, encontrado em vários tamanhos e formas (sopraninho, soprano, concert, tenor, barítono e baixo), tem um braço que possui trastes que o torna um instrumento temperado, composto de quatro cordas (de tripa ou com materiais sintéticos como náilon, nylgut, fluorocarbono),
O uquelele é composto por: mão ou cabeça, casas, braço, trastes, boca, cavalete, corpo, cordas, pestana e tarrachas.

## História
O ukulele tem sua origem no século XX, tendo como ancestrais o braguinha, o machete e o rajão, instrumentos levados pelos madeirenses, nomeadamente João Fernandes, quando emigraram para o Havaí para trabalhar no cultivo da cana-de-açúcar naquelas ilhas.
No idioma havaiano, ʻukulele quer dizer, dentre as interpretações possíveis, “pulga saltitante”, por causa do movimento das mãos de quem toca o instrumento. Já na interpretação da rainha Liliʻuokalani, significa "presente que veio de muito longe", numa referência às origens do instrumento. Outra hipótese é que a palavra ʻukulele seja derivada de ʻūkēkē, um arco musical nativo do Havaí.
Além de ser utilizado na música tradicional havaiana, o ukulele foi bastante utilizado na música popular norte-americana. No pré-Segunda Guerra Mundial, foi utilizado por músicos de vaudeville como Roy Smeck e Cliff Edwards. Por ser portátil e relativamente barato, foi muito popular entre jovens músicos amadores durante a década de 1920, evidenciado pela impressão de diagramas de acorde para o instrumento nas partituras de música popular publicadas na época.
No pós-guerra, Mario Maccaferri produziu em larga escala ukuleles de baixo custo feitos inteiramente de plástico. Muito da sua popularidade foi cultivada pelo apresentador de TV e cantor Arthur Godfrey. Tiny Tim também se tornou um ícone do ukulele ao se apresentar com “Tiptoe Through the Tulips”.
O interesse no ukulele caiu até meados dos anos 90, quando sua popularidade voltou a crescer. O conjunto The Ukulele Orchestra of Great Britain, formado no final dos anos 80, faz versões de músicas pop no ukulele. O músico havaiano Israel Kamakawiwo'ole também ajudou a popularizar o instrumento, especialmente com seu pot-pourri de "Over the Rainbow" e "What a Wonderful World". George Harrison era um grande apreciador do ukulele, especialmente da sua variedade banjolele, e o utilizou nas gravações de algumas faixas do seu último disco, Brainwashed. Paul McCartney, que utilizou o ukulele na música Ram On, e hoje em seus shows homenageia George Harrison com uma performance de "Something" no seu Gibson tamanho tenor.
Um dos maiores virtuoses do ukulele foi o norte-americano John King (1953–2009), célebre por suas interpretações de obras de Johann Sebastian Bach (como a partita BWV 1006 completa) e pela aplicação da técnica de campanella. King também escreveu sobre a história do instrumento.

## Atualidade
Destaca-se atualmente o ukulelista e compositor havaiano Jake Shimabukuro (nascido em Honolulu em 1976), que ficou famoso executando a composição de George Harrison intitulada "While My Guitar Gently Weeps". Shimabukuro publicou vários CDs, DVDs e livros, pelos quais recebeu numerosos prêmios.
A introdução do ukulele no âmbito acadêmico é recente. Em 2023, foi aberto na Itália o primeiro curso de graduação voltado exclusivamente para o instrumento, coordenado pelo ukulelista italiano Giovanni Albini.

## Músicos ukulelistas
- Vance Joy
- Rebecca Sugar
- Camila Cabello
- Brian May
- Amanda Palmer
- Andrea Corr
- Chay Suede
- James Blunt
- Sara Bentes
- Bruno Mars
- Jake Shimabukuro
- Jason Mraz
- Eddie Vedder
- Elvis Presley
- Israel Kamakawiwo'ole Israel "IZ"
- Beirut
- Jack Johnson
- Train
- Cyndi Lauper
- Cody Simpson
- Paramore
- Paul McCartney
- Taylor York
- Taylor Swift
- John Lennon
- Clarice Falcão
- Marisa Monte
- Ivo Mozart
- Mallu Magalhães
- Meghan Trainor
- Twenty One Pilots
- Liah Soares
- George Harrison
- Grace VanderWaal
- Emicida (Passarinhos)
- Tyler Joseph
- Rodolfo Abrantes
- Florence + The Machine
- Marcela Taís

### No Brasil
O ukulele tem alguma popularidade no Brasil hoje, sendo mais conhecido por causa da banda Beirut. Alguns músicos e conjuntos brasileiros o utilizaram nas composições, como a cantora Marisa Monte, no disco Universo ao Meu Redor, o cantor Tiago Iorc, na música “It's a Fluke” do cd Zeski, e a A Banda Mais Bonita da Cidade na música Oração, Clarice Falcão, Evandro Mesquita, Lulu Santos, Zeca Baleiro, Tato (Falamansa) e a atriz Carolina Dieckmann. O ukulele também esteve presente em quase todas as músicas da extinta banda TRI.

### Grafia
A grafia exótica do nome do instrumento pode gerar confusões. Já foram registradas diversas variações, sendo a mais comum ukelele. Alguns dicionários de língua portuguesa registram uculele
 ou uquelele.

 A rigor, a palavra, na língua havaiana, é escrita ʻukulele', com a letra ʻokina' (oclusiva glotal) no início. No entanto, na língua portuguesa, seguindo a grafia americana, na prática convencionou-se escrever sem.

### Pronúncia
Na pronunciação na língua havaiana, a palavra é paroxítona,
 com /E/ abertos, ou seja: Ú-ku-LÉ-lé (AFI: [ˈʔukuˈlɛlɛ], X-SAMPA: /"?uku"lElE/). No Brasil, costuma-se pronunciar ukulele como uma palavra oxítona, devido a analogia com palavras de origem africana, como maculelê, não relacionada ao instrumento.